# Arrestatemi
Arrestatemi (Arrêtez-moi) è un film del 2013 diretto da Jean-Paul Lilienfeld.
Il soggetto è tratto dal romanzo di Jean Teulé Les Lois de la gravité del 2003.

## Trama
Una donna entra in un commissariato di sera per autodenunciarsi di un omicidio vecchio di dieci anni. Afferma di essere stata lei a spingere il marito giù dal balcone per quello che venne archiviato come un incidente. A raccogliere la confessione, un'esperta ispettrice, il tenente Pontoise, che, scavando nel passato della donna, comprende come questa avesse commesso l'atto omicida in preda ad una reazione comprensibilissima date le ripetute violenze e vessazioni che il marito le infliggeva
In pratica l'ispettore cerca di convincere in tutti modi la donna a desistere dal costituirsi, non essendoci alcun interesse né privato né pubblico nel suo arresto. La donna però vuole espiare la sua colpa ed insiste.
Quando si scopre che alla mezzanotte scadranno esattamente i dieci anni che sanciscono la prescrizione, l'ispettrice temporeggia con tutti i mezzi fino ad impedire alla donna di rendere la deposizione in tempo.
Seppure fra continui attriti, tra le due donne nasce comunque una complicità e una solidarietà che permette all'ispettrice, una volta rilasciata la donna, di proporre a questa un'ultima opportunità: si può redigere una confessione scritta a mano e mettere la data del giorno precedente motivando il tutto con l'impossibilità ad usare il computer, che effettivamente il tenente aveva messo fuori uso.
La donna accetta e così può finalmente avviarsi serena verso il carcere, dando compimento al senso di giustizia che l'aveva mossa.

## Produzione

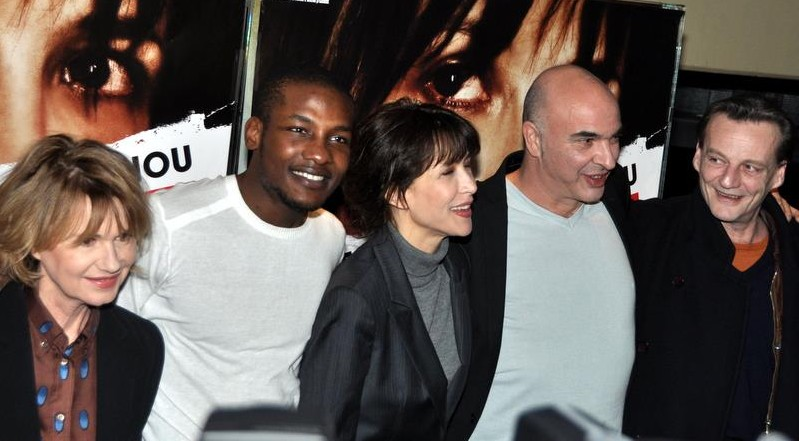
Il cast all'anteprima del film

Il film si svolge a Dunkerque, dove sono state effettuate la maggior parte delle riprese. Parte dei flash-back sono stati girati a Saint-Pol-sur-Ternoise.